# Flughafen Pelotas

i8
i11
i13
Der Flughafen Pelotas  (portugiesisch Aeroporto Internacional de Pelotas - João Simões Lopes Neto; IATA-Code: PET, ICAO-Code: SBPK) ist ein öffentlicher Flughafen auf 18 m Seehöhe, 7 km von Pelotas, Rio Grande do Sul, Brasilien entfernt. Die Fläche des Flughafens beträgt 272 ha. Er hat eine Asphaltpiste mit  1980 m Länge und 42 m Breite und eine Erdpiste mit 1230 m Länge und 38 m Breite.

## Geschichte
Im Jahr 1935 wurde vom Ministerium für Zivilluftfahrt (DAC) eine kleine Passagierstation aus Hartholz mit dem Namen Pelotas International Airport gebaut. Aufgrund einer Insektenplage im Jahr 1947 begann die landwirtschaftliche Luftfahrt in Brasilien in Rio Grande do Sul in der Region Pelotas.
Ab Oktober 1980 unterstand der Pelotas International Airport dem staatliche Infrastrukturunternehmen Infraero. Ende der 1990er Jahre wurde der Flughafen umfassend renoviert. Im Jahr 1998 wurde der bereits erweiterte und vollständig modernisierte Standort mit einer Verdoppelung der Passagierterminalfläche übergeben. Im Jahr 2001 wurde der erste internationale Flug durchgeführt.
Seit 2013 wurden mehrere Verbesserungen vorgenommen, wie z. B. die Aufnahme des 24-Stunden-Betriebs, die Renovierung und Wiederherstellung der Start- und Landebahn und des Vorfelds sowie die Installation des Präzisionsanflug-Flugbahnindikators – eines Hilfssystems für Lande- und Startvorgänge in niedrigen Lagen Sichtbarkeit (PAPI-System).
Ab April 2015 lautet der offizielle Name des Flugplatzes Pelotas International Airport – João Simões Lopes Neto, zu Ehren des Journalisten, Schriftstellers und Chronisten aus Pelotas.
Nach der 6. Runde im Jahr 2021 der Flughafenkonzessionen wurde CCR der Gewinner der Süd- und Zentralblöcke und erhielt die Konzession für den Aeroporto Internacional de Pelotas. Betriebsaufnahme durch die CCR-Gruppe erfolgte im Jahr 2022.

## Flugbetrieb
Im Jahr 2022 wurden 51.915 Passagiere transportiert. Es wurden 1.467 nationale und 137 internationale Flugbewegungen durchgeführt.
Azul Linhas Aéreas und Gol Linhas Aéreas sind die wichtigsten Fluggesellschaften, ⁣⁣die den Flughafen bedienen.